# Habitatge al carrer de l'Hospital, 11 (Reus)
L'Habitatge al carrer de l'Hospital, 11 és un edifici del municipi de Reus (Baix Camp) inclòs en l'Inventari del Patrimoni Arquitectònic de Catalunya com a Bé Cultural d'Interès Local.

## Descripció
És un habitatge situat al carrer de l'Hospital, entre mitjaneres que està estructurat en planta baixa i tres pisos superiors, i rematat per una cornisa de pedra suportada per mènsules. La façana està arrebossada i es dibuixen franges horitzontals com si hi haguessin filades de pedres. Les obertures estan disposades de forma regular i amb balcons amb barana de ferro. El del primer pis és un balcó corregut. L'element més destacat són les sanefes usades com a separació entre pisos que formen baixos relleus de tipus geomètric.